# زیردریایی یو-۶۲ (۱۹۳۹)
زیردریایی یو-۶۲ (۱۹۳۹) (به انگلیسی: German submarine U-62 (1939)) یک زیردریایی بود که طول آن ۴۳٫۹۰ متر (۱۴۴ فوت ۰ اینچ) بود. این زیردریایی در سال ۱۹۳۹ ساخته شد.